# Port lotniczy Hyderabad-Begumpet
Port lotniczy Hyderbad-Begumpet (IATA: HYD, ICAO: VOHY) – międzynarodowy port lotniczy położony w Begumpet, w pobliżu Hajdarabadu, w stanie Telangana, w Indiach.